# Sphingonotus pamiricus
Sphingonotus pamiricus är en insektsart som beskrevs av Willy Adolf Theodor Ramme 1930. Sphingonotus pamiricus ingår i släktet Sphingonotus och familjen gräshoppor.

## Underarter
Arten delas in i följande underarter:
- S. p. pamiricus
- S. p. coeruleus
- S. p. occidentalis